# 1 500 meter för damer i friidrott vid olympiska sommarspelen 2024

Officiell video på loppet.

Damernas 1 500 meter vid olympiska sommarspelen 2024 avgjordes mellan den 6 och 10 augusti 2024 på Stade de France i Paris, Frankrike. 45 idrottare från 23 nationer deltog i tävlingen. Det var 14:e gången grenen fanns med i ett OS och den har funnits med i varje OS sedan 1972.
| Spel                 | Guld                 | Silver                  | Brons                       |
| Damernas 1 500 meter | Faith Kipyegon Kenya | Jessica Hull Australien | Georgia Bell Storbritannien |

## Sammanfattning
Faith Kipyegon kom till tävlingen som tvåfaldig regerande olympisk mästare, tvåfaldig regerande världsmästare och världsrekordhållare, som hade förbättrat sitt eget tidigare världsrekord bara en månad före OS, och var helt klart den stora favoriten i damernas 1 500 meter. Hon vann finalen med den nya olympiska rekordet på 3:51,29, sju meter före tvåan Jessica Hull som tog silvret med 3:52,56, och bronset gick till Georgia Bell på 3:52,61.

## Kvalificering till OS-grenen
Kvalificeringsperioden för damernas 1 500 meter i friidrott var mellan 1 juli 2023 och 30 juni 2024. 45 idrottare kunde kvalificera sig till tävlingen, med högst tre idrottare per nation, genom att springa kvalificeringsstandarden 4:02,50 eller snabbare eller genom sin världsranking i friidrott för denna gren. 45 idrottare deltog i tävlingen.

## Schema
Alla tider är CET.
| Datum           | Tid   | Omgång      |
| --------------- | ----- | ----------- |
| 6 augusti 2024  | 10:05 | Kval        |
| 7 augusti 2024  | 12:45 | Återkval    |
| 8 augusti 2024  | 19:35 | Semifinaler |
| 10 augusti 2024 | 20:15 | Final       |

Källa: 

## Rekord
Innan tävlingens start fanns följande rekord:
| Rekord           | Idrottare            | Tid (s) | Plats            | Datum          |
| ---------------- | -------------------- | ------- | ---------------- | -------------- |
| Världsrekord     | Faith Kipyegon (KEN) | 3:49,04 | Paris, Frankrike | 7 juli 2024    |
| Olympiskt rekord | Faith Kipyegon (KEN) | 3:53,11 | Tokyo, Japan     | 6 augusti 2021 |

| Område                                   | Tid (s)      | Idrottare       | Nation        |
| ---------------------------------------- | ------------ | --------------- | ------------- |
| Afrika                                   | 3:49,04 0VR0 | Faith Kipyegon  | Kenya         |
| Asien                                    | 3:50,46      | Qu Yunxia       | Kina          |
| Europa                                   | 3:51,95      | Sifan Hassan    | Nederländerna |
| Nordamerika, Centralamerika och Karibien | 3:54,99      | Shelby Houlihan | USA           |
| Oceanien                                 | 3:50,83      | Jessica Hull    | Australien    |
| Sydamerika                               | 4:05,67      | Letitia Vriesde | Surinam       |

## Resultat
Noteringarnas förklaring finns längst ner.

### Kval
De sex första i varje heat 0Q0 gick vidare till semifinal. Alla andra som sprang klart sitt lopp gick vidare till återkval.

#### Kvalheat 1
| Placering | Idrottare            | Nation         | Tid            | Noteringar |
| --------- | -------------------- | -------------- | -------------- | ---------- |
| 1         | Gudaf Tsegay         | Etiopien       | 3:58,84        | 0Q0        |
| 2         | Laura Muir           | Storbritannien | 3:58,91        | 0Q0        |
| 3         | Susan Ejore          | Kenya          | 3:59,01        | 0Q0        |
| 4         | Georgia Griffith     | Australien     | 3:59,22 (,217) | 0Q0        |
| 5         | Agathe Guillemot     | Frankrike      | 3:59,22 (,220) | 0Q0        |
| 6         | Emily Mackay         | USA            | 3:59,63        | 0Q0        |
| 7         | Sophie O'Sullivan    | Irland         | 4:00,23        | 0PB0       |
| 8         | Sintayehu Vissa      | Italien        | 4:00,69        | 0PB0       |
| 9         | Águeda Marqués       | Spanien        | 4:01,60        | 0PB0       |
| 10        | Lucia Stafford       | Kanada         | 4:02,22        |            |
| 11?       | Nozomi Tanaka        | Japan          | 4:04,28        | 0qR0       |
| 12        | Vera Hoffmann        | Luxemburg      | 4:07,64        |            |
| 13        | Adelle Tracey        | Jamaica        | 4:09,33        |            |
| 14        | Aleksandra Płocińska | Polen          | 4:10,12        |            |
| 15        | Joselyn Brea         | Venezuela      | 4:13,77        |            |

#### Kvalheat 2
| Placering | Idrottare           | Nation         | Tid     | Noteringar |
| --------- | ------------------- | -------------- | ------- | ---------- |
| 1         | Diribe Welteji      | Etiopien       | 3:59,73 | 0Q0        |
| 2         | Georgia Bell        | Storbritannien | 4:00,29 | 0Q0        |
| 3         | Nikki Hiltz         | USA            | 4:00,42 | 0Q0        |
| 4         | Faith Kipyegon      | Kenya          | 4:00.74 | 0Q0        |
| 5         | Weronika Lizakowska | Polen          | 4:01,54 | 0Q0 PB0    |
| 6         | Maia Ramsden        | Nya Zeeland    | 4:02,83 | 0Q0        |
| 7         | Sarah Healy         | Irland         | 4:02,91 |            |
| 8         | Linden Hall         | Australien     | 4:03,89 |            |
| 9         | Simone Plourde      | Kanada         | 4:06,59 |            |
| 10        | Esther Guerrero     | Spanien        | 4:06,60 |            |
| 11        | Nele Weßel          | Tyskland       | 4:08,55 |            |
| 12        | Sara Lappalainen    | Finland        | 4:08,66 |            |
| 13        | Yume Goto           | Japan          | 4:09.41 | 0PB0       |
| 14        | Federica Del Buono  | Italien        | 4:10,14 |            |
| 15        | María Pía Fernández | Uruguay        | 4:19,30 |            |

#### Kvalheat 3
| Placering | Idrottare              | Nation            | Tid     | Noteringar |
| --------- | ---------------------- | ----------------- | ------- | ---------- |
| 1         | Nelly Chepchirchir     | Kenya             | 4:02,67 | 0Q0        |
| 2         | Jessica Hull           | Australien        | 4:02,70 | 0Q0        |
| 3         | Elle St. Pierre        | USA               | 4:03,22 | 0Q0        |
| 4         | Klaudia Kazimierska    | Polen             | 4:03,49 | 0Q0        |
| 5         | Salomé Afonso          | Portugal          | 4:04,42 | 0Q0 PB0    |
| 6         | Marta Pérez            | Spanien           | 4:04,94 | 0Q0        |
| 7         | Kristiina Sasínek Mäki | Tjeckien          | 4:06,07 |            |
| 8         | Revée Walcott-Nolan    | Storbritannien    | 4:06,44 |            |
| 9         | Elise Vanderelst       | Belgien           | 4:06,95 |            |
| 10        | Winnie Nanyondo        | Uganda            | 4:07,06 |            |
| 11        | Birke Haylom           | Etiopien          | 4:07,15 |            |
| 12        | Kate Current           | Kanada            | 4:09,81 |            |
| 13        | Ludovica Cavalli       | Italien           | 4:11,68 |            |
| 14        | Farida Abaroge         | Flyktingidrottare | 4:29,27 |            |

### Återkval
De tre första i varje heat 0Q0 gick vidare till semifinal.

#### Återkval 1
| Placering | Idrottare          | Nation            | Tid     | Noteringar |
| --------- | ------------------ | ----------------- | ------- | ---------- |
| 1         | Birke Haylom       | Etiopien          | 4:01,47 | 0Q0        |
| 2         | Ludovica Cavalli   | Italien           | 4:02,46 | 0Q0        |
| 3         | Esther Guerrero    | Spanien           | 4:03,15 | 0Q0        |
| 4         | Sophie O'Sullivan  | Irland            | 4:03,73 |            |
| 5         | Lucia Stafford     | Kanada            | 4:04,26 |            |
| 6         | Joselyn Brea       | Venezuela         | 4:05,93 |            |
| 7         | Federica del Buono | Italien           | 4:06,00 |            |
| 8         | Winnie Nanyondo    | Uganda            | 4:06,35 |            |
| 9         | Nele Weßel         | Tyskland          | 4:07,22 |            |
| 10        | Kate Current       | Kanada            | 4:08,91 |            |
| 11        | Yume Goto          | Japan             | 4:10,40 |            |
| 12        | Farida Abaroge     | Flyktingidrottare | 4:30,53 |            |
| –         | Sara Lappalainen   | Finland           |         | 0DNS0      |

#### Återkval 2
| Placering | Idrottare              | Nation         | Tid     | Noteringar |
| --------- | ---------------------- | -------------- | ------- | ---------- |
| 1         | Sintayehu Vissa        | Italien        | 4:06,71 | 0Q0        |
| 2         | Revée Walcott-Nolan    | Storbritannien | 4:06,73 | 0Q0        |
| 3         | Águeda Marqués         | Spanien        | 4:07,05 | 0Q0        |
| 4         | Sarah Healy            | Irland         | 4:07,60 |            |
| 5         | Kristiina Sasínek Mäki | Tjeckien       | 4:07,80 |            |
| 6         | Simone Plourde         | Kanada         | 4:08,49 |            |
| 7         | Elise Vanderelst       | Belgien        | 4:08,86 |            |
| 8         | Linden Hall            | Australien     | 4:09,05 |            |
| 9         | Aleksandra Płocińska   | Polen          | 4:09,47 |            |
| 10        | Vera Hoffmann          | Luxemburg      | 4:11,28 |            |
| 11        | Adelle Tracey          | Jamaica        | 4:14,52 |            |
| 12        | María Pía Fernández    | Uruguay        | 4:16,46 |            |

### Semifinaler
De sex första i varje lopp 0Q0 gick vidare till finalen.

#### Semifinal 1
| Placering | Idrottare           | Nation         | Tid     | Noteringar |
| --------- | ------------------- | -------------- | ------- | ---------- |
| 1         | Faith Kipyegon      | Kenya          | 3:58,64 | 0Q0        |
| 2         | Georgia Bell        | Storbritannien | 3:59,49 | 0Q0        |
| 3         | Elle St. Pierre     | USA            | 3:59,74 | 0Q0        |
| 4         | Laura Muir          | Storbritannien | 3:59,83 | 0Q0        |
| 5         | Klaudia Kazimierska | Polen          | 4:00,21 | 0Q0 PB0    |
| 6         | Águeda Marqués      | Spanien        | 4:01,90 | 0Q0        |
| 7         | Esther Guerrero     | Spanien        | 4:01,94 |            |
| 8         | Maia Ramsden        | Nya Zeeland    | 4:02,20 | 0NR0       |
| 9         | Georgia Griffith    | Australien     | 4:02,69 |            |
| 10        | Birke Haylom        | Etiopien       | 4:03,11 |            |
| 11        | Nelly Chepchirchir  | Kenya          | 4:03,24 |            |
| 12        | Ludovica Cavalli    | Italien        | 4:03.59 |            |

#### Semifinal 2
| Placering | Idrottare           | Nation         | Tid     | Noteringar |
| --------- | ------------------- | -------------- | ------- | ---------- |
| 1         | Diribe Welteji      | Etiopien       | 3:55,10 | 0Q0        |
| 2         | Jessica Hull        | Australien     | 3:55,40 | 0Q0        |
| 3         | Nikki Hiltz         | USA            | 3:56,17 | 0Q0        |
| 4         | Gudaf Tsegay        | Etiopien       | 3:56,41 | 0Q0        |
| 5         | Susan Ejore         | Kenya          | 3:56,57 | 0Q0 PB0    |
| 6         | Agathe Guillemot    | Frankrike      | 3:56,69 | 0Q0 NR0    |
| 7         | Weronika Lizakowska | Polen          | 3:57,31 | 0NR0       |
| 8         | Marta Pérez         | Spanien        | 3:57,75 | 0NR0       |
| 9         | Revée Walcott-Nolan | Storbritannien | 3:58,08 | 0PB0       |
| 10        | Sintayehu Vissa     | Italien        | 3:58,11 | 0NR0       |
| 11        | Nozomi Tanaka       | Japan          | 3:59,70 |            |
| 12        | Salomé Afonso       | Portugal       | 3:59,96 | 0PB0       |
| 13        | Emily Mackay        | USA            | 4:02,03 |            |

### Final
| Placering | Idrottare               | Nation         | Tid     | Notering |
| --------- | ----------------------- | -------------- | ------- | -------- |
| 1         | Faith Kipyegon          | Kenya          | 3:51,29 | 0OR0     |
| 2         | Jessica Hull            | Australien     | 3:52,56 |          |
| 3         | Georgia Bell            | Storbritannien | 3:52,61 | 0NR0     |
| 4         | Diribe Welteji          | Etiopien       | 3:52,75 | 0PB0     |
| 5         | Laura Muir              | Storbritannien | 3:53,37 | 0PB0     |
| 6         | Susan Ejore             | Kenya          | 3:56,07 | 0PB0     |
| 7         | Nikki Hiltz             | USA            | 3:56,38 |          |
| 8         | Elle Purrier St. Pierre | USA            | 3:57,52 |          |
| 9         | Agathe Guillemot        | Frankrike      | 3:59,08 |          |
| 10        | Klaudia Kazimierska     | Polen          | 4:00,12 | 0PB0     |
| 11        | Águeda Marqués          | Spanien        | 4:00,31 | 0PB0     |
| 12        | Gudaf Tsegay            | Etiopien       | 4:01,27 |          |
| Källa:    | Källa:                  | Källa:         | Vind:   | Vind:    |